# George Low
Pour les articles homonymes, voir Low.
George Michael Low, né George Wilhelm Low le 10 juin 1926 près de Vienne et mort le 17 juillet 1984, est un administrateur autrichien naturalisé américain de la National Aeronautics and Space Administration (NASA) et le 16e président de l'Institut polytechnique Rensselaer.
Son fils, George David Low, est astronaute.